# Tre dipartimenti e sei ministeri
Il sistema burocratico dei c.d. "Tre Dipartimenti e Sei Ministeri" (zh. 三省 六部S, Sān Shěng Liù BùP) fu la principale struttura di governo centrale nella Cina imperiale dalla dinastia Sui (581–618) alla dinastia Yuan (1271–1368). Fu anche usato dai regni di Balhae (698–926) e Goryeo (918–1392) in Manciuria e Corea e molto probabilmente dalla dinastia Lý (1009–1225) e dalla dinastia Trần (1225–1400) in Vietnam.
 
Il sistema dei "Tre dipartimenti e sei ministeri" sostituì il precedente sistema dei "Tre signori e nove ministri" creato dai Qin alla fine del III secolo a.C..
I "tre dipartimenti" erano gli uffici di alto livello dell'amministrazione:
- il Segretariato, responsabile della redazione della politica;
- la Cancelleria, responsabile della revisione della politica;
- il Dipartimento degli Affari di Stato, responsabile dell'attuazione della politica.

I primi due si unirono in un unico organo, la Segreteria-Cancelleria, durante la tarda dinastia Tang, la dinastia Song e Goryeo.
I "sei ministeri" (o "sei consigli") erano organi amministrativi diretti dello stato:
- il ministero del personale;
- il ministero dei riti;
- il ministero della guerra;
- il ministero della giustizia;
- il ministero delle opere;
- il ministero delle entrate.

I ministeri rispondevano al Dipartimento degli Affari di Stato fino alla dinastia Yuan.
I tre dipartimenti furono aboliti dalla dinastia Ming con la creazione del c.d. "Gran Segretariato", mentre i sei ministeri, direttamente controllati dall'imperatore, vennero mantenuti dai Ming come dai Qing. La stessa cosa avvenne sia in Vietnam sia in Corea.

## Storia

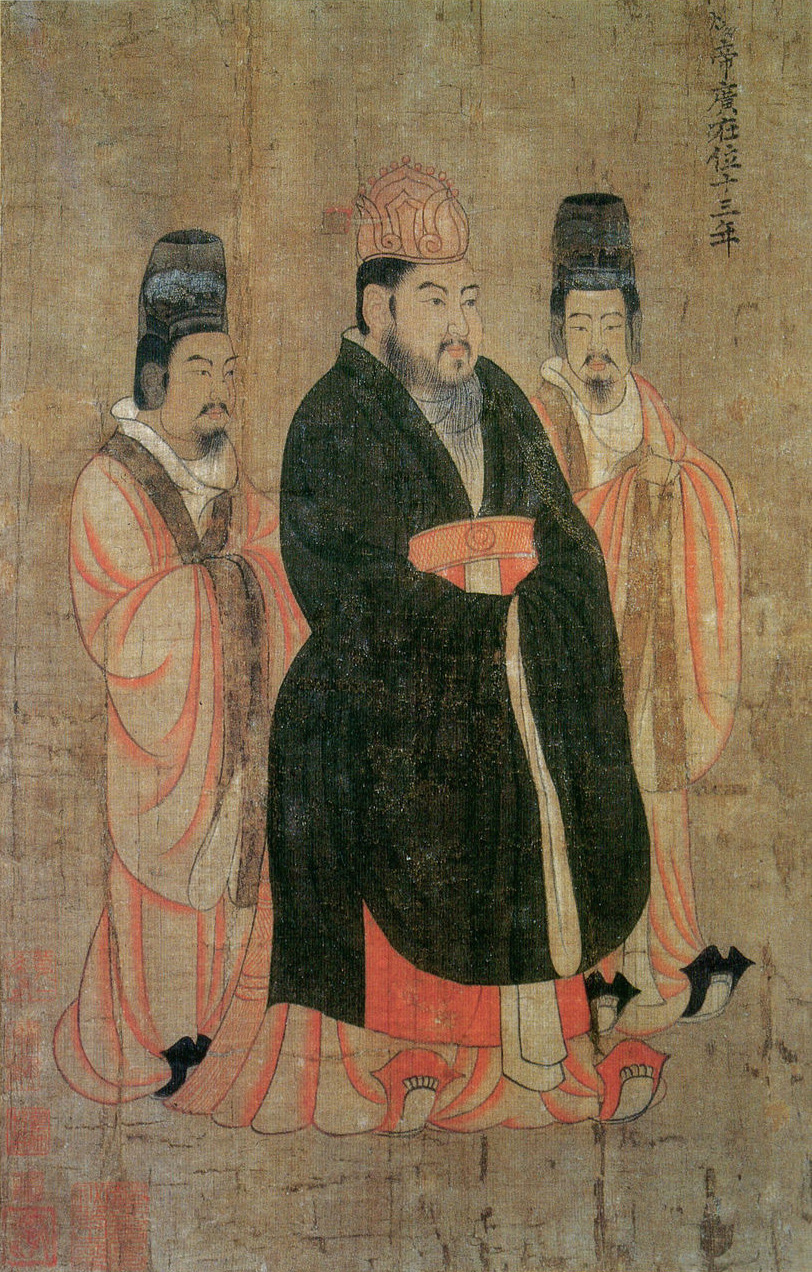
L'imperatore Tai Zong (dinastia Tang), inventore del sistema dei "Tre dipartimenti e sei ministeri" - ritratto dell'artista di corte Yan Liben.

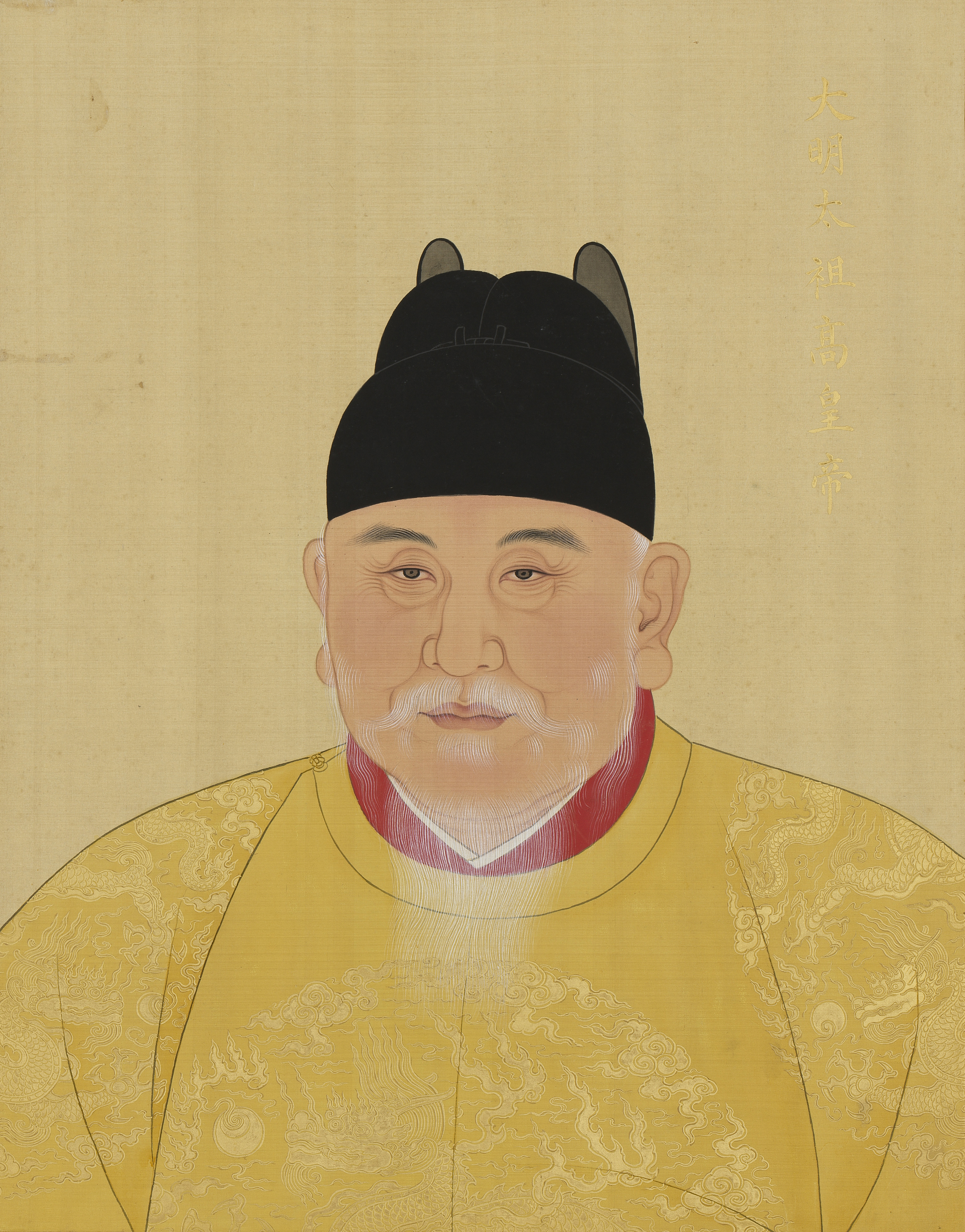
L'imperatore Hongwu (dinastia Ming), l'ultimo a servirsi del sistema dei "Tre dipartimenti e sei ministeri" - ritratto ufficiale.

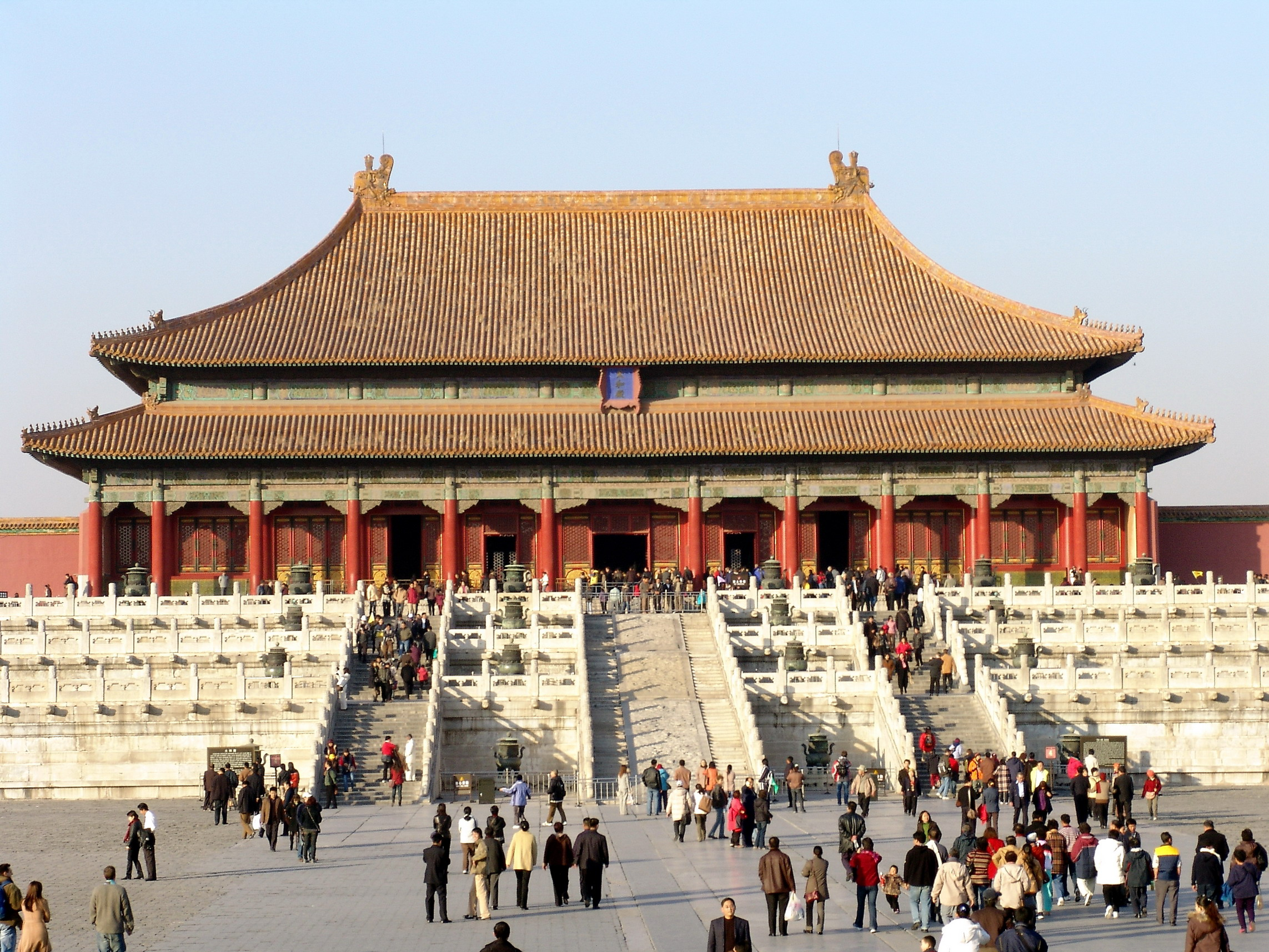
Il Palazzo della Suprema Armonia nella Città Proibita, luogo deputato allo svolgimento degli affari di stato al tempo dei Ming.

Prima dell'istituzione dei "Tre dipartimenti e dei sei ministeri", la struttura amministrativa centrale delle dinastie Qin (221–206 a.C.) e Han era il sistema dei "Tre signori e nove ministri" (zh. 三公 九卿S, Sāngōng JiǔqīngP) che prevedeva già uffici svolgenti le stesse funzioni dei "tre dipartimenti" successivi. Il passaggio verso i Tre dipartimenti propriamente detti fu graduale ed interessò diverse amministrazioni di diverse dinastie cinesi:
- il "Dipartimento per gli Affari di Stato" fu ideato per la prima volta dai Qin, inizialmente con un ruolo archivistico;
- durante il regno dell'imperatore Han Wudi (dinastia Han occidentale; 206 a.C.–9 d.C.) fu istituito anche l'ufficio del "Segretariato", come canale di comunicazione tra i consiglieri dell'Imperatore e il governo nel suo insieme. Dalla dinastia Han orientale (25–220 d.C.) fu istituito anche un ufficio di consiglieri e revisori. Nel Regno Cao Wei (220–265 d.C.), l'imperatore Cao Pi si servì di questa base di consiglieri per istituire ufficialmente il Segretariato onde bilanciare il potente Dipartimento degli Affari di Stato. Questo è stato il primo ufficio noto come il "Segretariato" a svolgere funzioni simili alla sua forma successiva, redigendo editti imperiali;[3]
- l'ufficio della "Cancelleria", inteso quale meccanismo di revisione, fu istituito per la prima volta dalla dinastia Jìn (265–420 d.C.) e proseguì per tutto il periodo delle dinastie nord e sud (420–589 d.C.), divenendo spesso l'ufficio più potente del governo centrale.

Spettò all'imperatore Tai Zong (r. 626–649) della dinastia Tang (618–907) racchiudere in una nuova forma di governo le forme burocratiche evolutesi nel corso dei secoli precedenti codificando il sistema dei Tre dipartimenti e sei ministeri che avrebbe funto da modello in Cina, tanto quanto in Corea, Giappone e Vietnam, nei secoli successivi.

Il sistema perdurò sino al principio della dinastia Ming (1368–1644). Nel 1380, Hongwu (r. 1368–1398) fece condannare a morte il suo cancelliere, il potente e corrotto Hu Weiyong, dopodiché abolì l'ufficio della Cancelleria, passando poi a creare il Gran Segretariato (zh. 內閣T, NèigéP) che accorpò su di sé le funzioni dei tre dipartimenti riconfigurandosi quale mero strumento di controllo diretto dell'imperatore sui Sei ministeri che invece persistettero.

## Tre dipartimenti
- La Segreteria Centrale (zh. 中書省S, ZhōngshūshěngP, lett. "Ufficio Legislativo") o semplicemente il Segretariato, era la principale agenzia di formulazione delle politiche,  responsabile di proporre e redigere tutti i decreti imperiali, ma la sua funzione effettiva variava in momenti diversi. Sotto la dinastia Song (960–1279), così come sotto le dinastie Liao (907–1125) e Jīn (1115–1234), questi organi esercitarono gran parte dell'autorità esecutiva dell'imperatore. Sotto la dinastia Yuan (1271–1368), il Segretariato Centrale con funzioni allargate rimase solo come unico organo a guidare l'amministrazione civile nel regno Yuan[5]. Questa struttura fu adottata dalla prima dinastia Ming (1368–1644) ma fu abolita dopo che l'imperatore Hongwu fece giustiziare il cancelliere Hu Weiyong. Il segretariato centrale fu interrotto da sovrani successivi.
- Il Dipartimento degli affari di stato (zh. 尚書省S, ShàngshūshěngP, lett. "Ufficio Esecutivo") controllava i sei ministeri dalla dinastia Sui (581–618) ed era la più alta istituzione esecutiva del governo imperiale. Durante la dinastia Yuan, tuttavia, il Segretariato Centrale sostituì il Dipartimento degli Affari di Stato come principale agenzia governativa. In effetti, il Dipartimento per gli Affari di Stato fu istituito solo occasionalmente per gestire gli affari finanziari durante la dinastia Yuan, come durante i c.d. "Nuovi affari" dell'imperatore Wuzong. Questo dipartimento non fu più istituito dopo la dinastia Yuan.
- La Cancelleria (zh. 門下省S, MénxiàshěngP, lett. "Ufficio Esaminativo") aveva la funzione di consigliare l'imperatore e il Segretariato Centrale e rivedere gli editti e i comandi. Essendo il meno importante dei tre dipartimenti, fu interrotto dopo la dinastia Song.

I dipartimenti erano retti da Segretari/Cancellieri (zh. 宰相S, ZǎixiàngP) che si riunivano periodicamente nella "Sala degli Affari di Stato" (zh. 政事堂S, Zhengshi TangP) fisicamente ubicata presso la Cancelleria.

## Sei ministeri
- Il Ministero del personale o delle nomine civili (zh. 吏部S, LìbùP) era responsabile di nomine, valutazioni di merito, promozioni e declassamenti dei funzionari, nonché della concessione di titoli onorifici.[8]
- Il Ministero dei riti o del cerimoniale (zh. 禮部S, LǐbùP) era incaricato di cerimonie, rituali e sacrifici statali; supervisionava anche i registri dei sacerdozi buddisti e taoisti e persino l'accoglienza degli inviati dagli stati tributari;[9] si occupò anche delle relazioni estere della Cina prima della fondazione dello Zongli Yamen nel 1861. Gestì anche i c.d. "esami imperiali" istituiti per abolire il precedente "sistema dei nove ranghi".
- Il Ministero della guerra o della difesa (zh. 兵部S, BīngbùP) era responsabile delle nomine, delle promozioni e delle dimissioni degli ufficiali militari, della manutenzione di installazioni militari, attrezzature e armi, nonché del sistema di corrieri.[10] In tempo di guerra, funzionari di alto rango del Ministero della Difesa hanno anche prestato servizio come strateghi e consulenti dei comandanti in prima linea. A volte servivano persino da comandanti in prima linea.
- Il Ministero della giustizia o delle punizioni (zh. 刑部S, XíngbùP) era responsabile dei processi giudiziari e penali ma non ricopriva alcun ruolo di supervisione sul Censorato o sulla Grande Corte di revisione.[11]
- Il Ministero dei lavori o dei lavori pubblici (zh. 工部S, GōngbùP) era responsabile dei progetti di costruzione del governo, assunzione di artigiani e operai per il servizio temporaneo, produzione di attrezzature governative, manutenzione di strade e canali, standardizzazione di pesi e misure e raccolta di risorse dalle campagne.[11]
- Il Ministero delle entrate o delle finanze (zh. 戶部S, HùbùP) era incaricato della raccolta dei dati del censimento, della riscossione delle tasse e della gestione delle entrate statali. Due uffici di valuta erano subordinati al ministero.[12]

Tradizionalmente, i Ministeri erano noti anche come "consigli". Erano retti da un Ministro/Segretario (zh. 尚書S, ShàngshūP) assistito da due Vice-Ministri/Segretari (zh. 侍郎S, ShìlángP).
Al fianco dei Ministeri operano specifici Uffici (zh. 司S, SīP) responsabili della messa in atto di specifiche mansioni burocratiche.
Al tempo dei Ming, una volta aboliti i Dipartimenti, i Ministeri erano interpellati dall'Imperatore nel Palazzo della Suprema Armonia della Città Proibita, luogo deputato alla discussione degli affari di stato.

## Altri dipartimenti
A parte rispetto ai "tre dipartimenti" ce ne erano altri tre uguali nello status ma raramente coinvolti nell'amministrazione dello stato:
- il Dipartimento del Palazzo (zh. 殿中省S, DiànzhōngshěngP), responsabile della manutenzione della famiglia imperiale e dei terreni del palazzo;
- il Dipartimento dei Libri Segreti (zh. 秘書省S, MìshūshěngP), responsabile della tenuta dei libri di astronomia e astrologia;
- il Dipartimento di Servizio (zh. 內侍省S, NèishìshěngP), responsabile per il personale del palazzo con eunuchi.

### Fonti
- (ZH) Zizhi Tongjian, XI secolo.

### Studi
- (EN) Twitchett DC e Fairbank JK (a cura di), Sui and T'ang China, 589–906, Part 1, The Cambridge History of China, vol. 3, Cambridge University Press, 1979, ISBN 0-521-21446-7.
- (EN) Ebrey PB, Walthall A e Palais JB, East Asia: A Cultural, Social, and Political History, Houghton Mifflin, 2006, ISBN 978-0-618-13384-0.
- (EN) Hucker CO, A dictionary of official titles in imperial China, Standford University Press, 1985.
- (EN) Hucker CO, Governmental Organization of the Ming Dynasty, in Harvard Journal of Asiatic Studies, vol. 21, 1958,  pp. 1-66.
- (ZH) Li K, History of Administrative Systems in Ancient China, Joint Publishing (H.K.) Co., Ltd., 2007, ISBN 978-962-04-2654-4.
- (EN) Mote FW, Imperial China 900-1800, Harvard University Press, 1999.
- (ZH) Qian M, An Outline of the National History, The Commercial Press, 1996, ISBN 7-100-01766-1.
- (ZH) Lu S, The General History of China, New World Publishing, 2008, ISBN 978-7-80228-569-9.
- (EN) Wang Y, An Outline of the Central Government of the Former Han Dynasty, in Harvard Journal of Asiatic Studies, vol. 12, n. 1/2, Harvard-Yenching Institute, 1949,  pp. 134–187, DOI:10.2307/2718206, JSTOR 2718206.